# Trichogramma lenae
Trichogramma lenae är en stekelart som beskrevs av Sorokina 1991. Trichogramma lenae ingår i släktet Trichogramma och familjen hårstrimsteklar. Inga underarter finns listade i Catalogue of Life.